# William Spencer (sceriffo)
William Spencer (1496 – 22 giugno 1532) è stato un politico e nobile inglese.

## Biografia

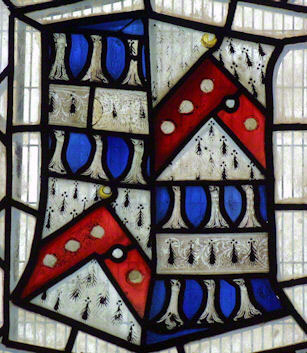
Stemma di William Spencer (antico), inquartato con lo stemma della madre Isabel Graunt

Nacque nel 1496, figlio primogenito ed erede di Sir John Spencer e Isabel Graunt. Dopo aver ricevuto il cavalierato da Enrico VIII d'Inghilterra, come già era avvenuto per suo padre, divenne anche Sceriffo del Northamptonshire, negli anni 1531-1532, quando morì, venendo rimpiazzato da David Cecil, nonno di Lord Burghley. Il potere della famiglia Spencer si stava dunque ampliando e affermando sempre più; a confermarlo c'è il testamento di Sir William, che dispone la sua sepoltura e nomina i suoi eredi. Dei sei figli che ebbe dalla moglie Susan Knightley, le cinque femmine sposarono tutte nobiluomini e cavalieri, mentre l'unico erede maschio, Sir John, porterà per la prima volta nella storia gli Spencer in Parlamento.

## Matrimonio
Si sposò con Susan Knightley, figlia di Sir Richard Knightley di Fawsley, Northamptonshire, dalla quale ebbe un figlio e cinque figlie:
- Isabel Spencer, 1515-1578
- Dorothy Spencer, 1521-1575 sposò un cugino, Thomas Spencer
- John Spencer (1524-1586), si sposò con Katherine Kitson ed ebbe discendenza
- Jane Spencer, 1519-1593
- Anne Spencer, 1523
- Marie Spencer, 1525